# دیوید مورگان (شناگر)
دیوید مورگان (انگلیسی: David Morgan؛ زادهٔ ۱ ژانویهٔ ۱۹۹۴) ورزشکار ورزش شنا اهل استرالیا است.
وی در مسابقات المپیک تابستانی ۲۰۱۶ در مسابقات ۲۰۰ متر پروانه مردان و مسابقات۴ در ۱۰۰ متر به رقابت پرداخت و در دومی برنده مدال برنز شد.
وی در مسابقات کشوری و بین‌المللی در مجموع برندهٔ ۳ مدال نقره، ۴ مدال برنز شده‌است.